# Ключевое (Кировский район)
Ключево́е (до 1948 года Акмеле́з; укр. Ключове, крымскотат. Aqmelez, Акъмелез) — село Кировского района Республики Крым, в составе Первомайского сельского поселения (согласно административно-территориальному делению Украины — Первомайского сельсовета Автономной Республики Крым).

## Население
| 2001 | 2014 |
| ---- | ---- |
| 82   | ↘78  |

Всеукраинская перепись 2001 года показала следующее распределение по носителям языка
| Язык             | Процент |
| ---------------- | ------- |
| крымскотатарский | 81.71   |
| русский          | 18.29   |

### Динамика численности
| - 1864 год — 100 чел. - 1892 год — 0 чел. - 1902 год — 43 чел. - 1915 год — 0 чел. - 1926 год — 159 чел. | - 1939 год — 195 чел. - 1989 год — 133 чел. - 2001 год — 82 чел. - 2009 год — 93 чел. - 2014 год — 78 чел. |

## Современное состояние
На 2017 год в Ключевом числится 4 улицы; на 2009 год, по данным сельсовета, село занимало площадь 68,9 гектара на которой, в 46 дворах, проживало 93 человека. Ключевое связано автобусным сообщением с Феодосией, райцентром и соседними населёнными пунктами.

## География
Ключевое — село на юге района, у границы с территорией Феодосийского горсовета. Лежит в самых восточных отрогах Внутренней гряды Крымских гор, на левом берегу реки Байбуга, высота центра села над уровнем моря — 138 м. Ближайшие сёла — Отважное в 1,5 км на юг и Первомайское примерно в 5 км на запад. Райцентр Кировское — примерно в 24 километрах (по шоссе), ближайшая железнодорожная станция — Феодосия — около 16 километров. Транспортное сообщение осуществляется по региональной автодороге 35Н-198 от шоссе 35К-003 Симферополь — Феодосия до Отважного (по украинской классификации — С-0-10509).

## История
Впервые в доступных источниках селение встречается на карте 1836 года, на которой в деревне 22 двора, а на карте 1842 года Акмелиз обозначен с 20 дворами.
В 1860-х годах, после земской реформы Александра II, деревню приписали к Салынской волости. Согласно «Списку населённых мест Таврической губернии по сведениям 1864 года», составленному по результатам VIII ревизии 1864 года, Акмелез — владельческая русская и татарская деревня с 15 дворами, 100 жителями и мечетью при фонтане. На трёхверстовой карте Шуберта 1865—1876 года в деревне Акмелиз обозначено 17 дворов, но в «Памятной книге Таврической губернии 1889 года» деревня не записана. Вероятно деревня, по неизвестной пока причине, опустела, поскольку по «…Памятной книжке Таврической губернии на 1892 год» в Ахмелезе, не входившей ни в одно сельское общество, жителей и домохозяйств не числилось. На верстовой карте Крыма 1896 года обозначен усадьба Акмелез.
По «…Памятной книжке Таврической губернии на 1902 год» на хуторе Ахмелез числилось 18 жителей, а в экономии Акмелез — 25 — видимо, к этому времени относится начало заселения деревни греками-фракийцами, беженцами из Османской империи. По Статистическому справочнику Таврической губернии. Ч.II-я. Статистический очерк, выпуск пятый Феодосийский уезд, 1915 год в Салынской волости Феодосийского уезда значатся 2 хутора Ахмелез (И. К. Данилова и С. А. Терентьева) и одноимённое имение П.П, Сидоренко — по 1 двору, все без населения.
После установления в Крыму Советской власти, по постановлению Крымревкома от 8 января 1921 года была упразднена волостная система и село вошло в состав вновь созданного Старо-Крымского района Феодосийского уезда, а в 1922 году уезды получили название округов. 11 октября 1923 года, согласно постановлению ВЦИК, в административное деление Крымской АССР были внесены изменения, в результате которых округа ликвидировались и Старо-Крымский район стал самостоятельной административной единицей. Декретом ВЦИК от 4 сентября 1924 года «Об упразднении некоторых районов Автономной Крымской С. С. Р.» Старо-Крымский район был упразднён и село включили в Феодосийский. Согласно Списку населённых пунктов Крымской АССР по Всесоюзной переписи 17 декабря 1926 года, в селе Ак-Мелез, Изюмовского сельсовета Феодосийского района, числилось 37 дворов, все крестьянские, население составляло 159 человек, из них 122 грека и 37 русских, действовала русская школа I ступени (пятилетка). Постановлением ВЦИК «О реорганизации сети районов Крымской АССР» от 30 октября 1930 года из Феодосийского района был выделен (воссоздан) Старо-Крымский район (по другим сведениям 15 сентября 1931 года) и село включили в его состав. По данным всесоюзной переписи населения 1939 года в селе проживало 195 человек.
В 1944 году, после освобождения Крыма от фашистов, согласно постановлению ГКО № 5984сс от 2 июня 1944 года, 27 июня крымские греки были депортированы в Пермскую область и Среднюю Азию. 12 августа 1944 года было принято постановление № ГОКО-6372с «О переселении колхозников в районы Крыма» и в сентябре того же года в село приехали первые переселенцы, 1268 семей, из Курской, Тамбовской и Ростовской областей, а в начале 1950-х годов последовала вторая волна переселенцев. С 1954 года местами наиболее массового набора населения стали различные области Украины. С 25 июня 1946 года Акмелез в составе Крымской области РСФСР. Указом Президиума Верховного Совета РСФСР от 18 мая 1948 года, Акмелез переименовали в Ключевое. В 1949 году местное хозяйство включили в укрупненный колхоз им. Калинина. 26 апреля 1954 года Крымская область была передана из состава РСФСР в состав УССР. После ликвидации в 1959 году Старокрымского района село переподчинили Кировскому. На 15 июня 1960 года село числилось в составе Изюмовского сельсовета. Указом Президиума Верховного Совета УССР «Об укрупнении сельских районов Крымской области», от 30 декабря 1962 года Кировский район был упразднён и село присоединили к Белогорскому. В новом районе оказалось 2 колхоза им. Калинина, поэтому колхоз переименовали в «Старокрымский». 1 января 1965 года, указом Президиума ВС УССР «О внесении изменений в административное районирование УССР — по Крымской области», вновь включили в состав Кировского. 24 июня 1965 года колхоз «Старокрымский» преобразован в совхоз. На 1 января 1968 года Ключевое уже в Первомайском сельсовете. По данным переписи 1989 года в селе проживало 133 человека. С 12 февраля 1991 года село в восстановленной Крымской АССР, 26 февраля 1992 года переименованной в Автономную Республику Крым. С 21 марта 2014 года в составе Крыма аннексировано Россией.